# لويس إل. جاكوبس
لويس إل. جاكوبس (بالإنجليزية: Louis L. Jacobs)‏ هو إحاثي أمريكي، ولد في 27 أغسطس 1948.